# Fairfield (Idaho)
Fairfield è una città degli Stati Uniti d'America, situata nello Stato dell'Idaho e in particolare nella Contea di Camas, della quale è anche il capoluogo.